# Mario Rigamonti
Mario Rigamonti (Brescia, 17 de diciembre de 1922-Turín, 4 de mayo de 1949) fue un futbolista italiano. Se desempeñaba en la posición de centrocampista. Fue uno de los futbolistas que fallecieron en la Tragedia de Superga. En su honor el estadio local del Brescia Calcio se llama Stadio Mario Rigamonti.

## Selección nacional
Fue internacional con la Selección de fútbol de Italia en 3 ocasiones. Debutó el 11 de mayo de 1947, en un encuentro amistoso ante la selección de Hungría que finalizó con marcador de 3-2 a favor de los italianos.

## Clubes
| Club           | País   | Año       |
| -------------- | ------ | --------- |
| Brescia Calcio | Italia | 1944      |
| Calcio Lecco   | Italia | 1945      |
| Torino F. C.   | Italia | 1945-1949 |

## Palmarés

### Campeonatos nacionales
| Título  | Club         | País   | Año     |
| ------- | ------------ | ------ | ------- |
| Serie A | Torino F. C. | Italia | 1945-46 |
| Serie A | Torino F. C. | Italia | 1946-47 |
| Serie A | Torino F. C. | Italia | 1947-48 |
| Serie A | Torino F. C. | Italia | 1948-49 |